# Planiemen rotundus
Planiemen rotundus är en spindelart som först beskrevs av Wesolowska, van Harten 1994.  Planiemen rotundus ingår i släktet Planiemen och familjen hoppspindlar. Inga underarter finns listade i Catalogue of Life.